# Nino Marazzita
Nino Marazzita (Palmi, 2 aprile 1938 – Roma, 7 maggio 2025) è stato un avvocato, giornalista e personaggio televisivo italiano.

## Biografia
Dopo aver conseguito la laurea in Legge a Firenze, Nino Marazzita esercitò la professione di avvocato penalista dal 1965. Durante la sua carriera gestì molti casi giudiziari divenuti importanti. Difese Pietro Pacciani in grado d'appello insieme a Rosario Bevacqua e Pietro Fioravanti del foro di Firenze, che hanno redatto i motivi di appello. Assistette la famiglia Bianchi per la morte di Milena Bianchi in Tunisia. Fu avvocato di parte civile nel processo per l'omicidio dello scrittore Pier Paolo Pasolini. Rappresentò la famiglia di Rosaria Lopez nel processo per il massacro del Circeo. Fu il legale di Eleonora Moro nel processo sul rapimento e l'omicidio di Aldo Moro. Fu difensore di Donato Bilancia.
Marazzita diresse la rivista di diritto L'Eloquenza e collaborò con i mensili Detective & Crime e Polizia e Democrazia. Per Rai Notte condusse la rubrica televisiva L'Avvocato risponde, in onda su Rai 2, nella quale si esaminavano quesiti giuridici proposti dai telespettatori. Fu inoltre consulente e ospite ricorrente nel programma radiofonico e televisivo Italia: istruzioni per l'uso, su Rai Radio 1 e Rai News, condotto da Emanuela Falcetti. Dal 9 settembre 2013 al 13 dicembre 2019 fece parte del cast giuridico del tribunale televisivo di Canale 5 e Rete 4, Forum e Lo Sportello di Forum.

## Documentari
- Fuoco amico - La storia di Davide Cervia sulla vicenda del militare scomparso nel 1990

## Pubblicazioni
- Nino Marazzita, Matilde Amorosi, L'avvocato dei diavoli, Milano, Rizzoli, 2006.